# 24. ceremonia wręczenia Europejskich Nagród Filmowych
24. ceremonia wręczenia Europejskich Nagród Filmowych miała miejsce 3 grudnia 2011 w Berlinie. Ogłoszenie nominacji do nagród nastąpiło 5 listopada 2011 r., podczas Europejskiego Festiwalu Filmowego w Sewilli.
Galę nagród, która odbyła się w Tempodromie poprowadziła po raz trzeci Anke Engelke. Same nagrody wręczali m.in. Moritz Bleibtreu, Nina Hoss, Sibel Kekilli, Irène Jacob, Ludivine Sagnier, Maciej Stuhr i Sylvie Testud.
Najwięcej nominacji otrzymał obraz Melancholia w reżyserii Larsa von Triera. Film otrzymał łącznie osiem nominacji, jednak jego autorzy mogli liczyć jedynie na siedem statuetek, gdyż aktorki Kirsten Dunst i Charlotte Gainsbourg − odtwórczynie głównych ról − nominowane zostały w tej samej kategorii. Po pięć nominacji otrzymały dwa filmy: Jak zostać królem w reżyserii Toma Hoopera oraz W lepszym świecie Susanne Bier. Obydwa filmy otrzymały podczas ostatniej ceremonii wręczenia Oscarów nagrody dla najlepszego filmu oraz najlepszego filmu nieanglojęzycznego. Cztery nominacje przyznano trzem filmom: Człowiek z Hawru w reżyserii Akiego Kaurismäki, Chłopiec na rowerze braci Dardenne oraz Artysta w reżyserii Michela Hazanaviciusa. Wszystkie wyżej wymienione filmy nominowane zostały w kategorii Najlepszy Europejski Film.
Lars von Trier, bracia Dardenne oraz Aki Kaurismäki otrzymali po trzy nominacje: za najlepszy europejski film, dla najlepszego europejskiego reżysera i dla najlepszego europejskiego scenarzysty.
W kategorii Najlepsza Europejska Aktorka nominowane zostały: Amerykanka Kirsten Dunst (możliwość taka zaistniała, gdyż Dunst wystąpiła w produkcji europejskiej − Melancholii; Dunst za rolę w tym filmie otrzymała podczas 64. MFF w Cannes Złotą Palmę dla najlepszej aktorki), Francuzka Charlotte Gainsbourg, również za rolę w Melancholii, Brytyjka Tilda Swinton, która wystąpiła w filmie Musimy porozmawiać o Kevinie, Belgijka Cécile de France za rolę w obrazie Chłopiec na rowerze oraz rosyjska aktorka Nadieżda Markina za grę w filmie Elena.
Szansę na nagrodę dla najlepszego aktora otrzymali: Brytyjczyk Colin Firth za rolę w filmie Jak zostać królem (za tę samą rolę aktor dostał wcześniej Oscara), Francuz Jean Dujardin za kreację w obrazie Artysta (aktor nagrodzony został za tę rolę podczas 64. MFF w Cannes), Szwed Mikael Persbrandt za film W lepszym świecie, francuski aktor Michel Piccoli za rolę w filmie Habemus Papam: mamy papieża oraz André Wilms za film Człowiek z Hawru.
W kategorii Najlepszy Europejski Operator nominację otrzymał Adam Sikora, za zdjęcia do filmu Essential Killing.
Również dwa polskie filmy krótkometrażowe otrzymały nominację − Paparazzi Piotra Bernasia oraz Opowieści z chłodni Grzegorza Jaroszuka.
Najwięcej nagród − po trzy − otrzymały dwa filmy: Melancholia Larsa von Triera, nagrodzony w kategorii Najlepszy Film Europejski, oraz W lepszym świecie Susanne Bier, która otrzymała nagrodę dla Najlepszego Europejskiego Reżysera. Nagrodę za najlepszy scenariusz odebrali bracia Dardenne za film Chłopiec na rowerze.
Nagrodę dla Najlepszego Europejskiego Aktora odebrał Colin Firth, za rolę w filmie Jak zostać królem. Najlepszą aktorką okazała się Tilda Swinton i jej rola w filmie Musimy porozmawiać o Kevinie.
Adam Sikora ani żaden polski film krótkometrażowy, nagród nie otrzymali.

## Laureaci i nominowani
Laureaci nagród wyróżnieni są wytłuszczeniem

### Najlepszy Europejski Film
- /// Melancholia, reż. Lars von Trier
  -  Artysta, reż. Michel Hazanavicius
  -  W lepszym świecie, reż. Susanne Bier
  -  Jak zostać królem, reż. Tom Hooper
  - // Chłopiec na rowerze, reż. Jean-Pierre i Luc Dardenne
  - // Człowiek z Hawru, reż. Aki Kaurismäki

### Najlepszy Europejski Reżyser
- Susanne Bier − W lepszym świecie
  -  Jean-Pierre i Luc Dardenne − Chłopiec na rowerze
  -  Aki Kaurismäki − Człowiek z Hawru
  -  Béla Tarr − Koń turyński
  -  Lars von Trier − Melancholia

### Najlepsza Europejska Aktorka
- Tilda Swinton − Musimy porozmawiać o Kevinie
  -  Kirsten Dunst − Melancholia
  -  Cécile de France − Chłopiec na rowerze
  -  Charlotte Gainsbourg − Melancholia
  -  Nadieżda Markina − Elena

### Najlepszy Europejski Aktor
- Colin Firth − Jak zostać królem
  -  Jean Dujardin − Artysta
  -  Mikael Persbrandt − W lepszym świecie
  -  Michel Piccoli − Habemus Papam: mamy papieża
  -  André Wilms − Człowiek z Hawru

### Najlepszy Europejski Scenarzysta
- Jean-Pierre i Luc Dardenne − Chłopiec na rowerze
  -  Anders Thomas Jensen − W lepszym świecie
  -  Aki Kaurismäki − Człowiek z Hawru
  -  Lars von Trier − Melancholia

### Najlepszy Europejski Operator
(Nagroda imienia Carlo Di Palma)
- Manuel Alberto Claro − Melancholia
  -  Fred Kelemen − Koń turyński
  -  Guillaume Schiffman − Artysta
  -  Adam Sikora − Essential Killing

### Najlepszy Europejski Kompozytor
- Ludovic Bource − Artysta
  -  Alexandre Desplat − Jak zostać królem
  -  Alberto Iglesias − Skóra, w której żyję
  -  Mihály Vig − Koń turyński

### Najlepszy Europejski Scenograf
- Jette Lehmann − Melancholia
  -  Paola Bizzarri − Habemus Papam: mamy papieża
  -  Antxón Gómez − Skóra, w której żyję

### Najlepszy Europejski Montażysta
- Tariq Anwar − Jak zostać królem
  -  Mathilde Bonnefoy − Trzy
  -  Molly Malene Stensgaard − Melancholia

### Najlepszy Europejski Film Animowany
- / Chico i Rita, reż. Javier Mariscal, Fernando Trueba i Tono Errando
  -  Kot rabina, reż. Joann Sfar i Antoine Delesvaux[6]
  - /// Kot w Paryżu, reż. Jean-Loup Felicioli i Alain Gagnol

### Najlepszy Europejski Film Dokumentalny – Prix ARTE
- Pina – Wim Wenders[7]
  -  Miejsce wśród gwiazd – Leonard Retel Helmrich
  -  Niech żyją antypody! – Wiktor Kossakowski

### Najlepszy Europejski Film Krótkometrażowy – Prix UIPu
- Prix UIP Drama:  Świetna Rodzina – Terry Gilliam
  - Prix UIP Brystol:  Derby – Paul Negoescu
  - Prix UIP Grimstad:  Wielki wyścig – Kote Camacho
  - Prix UIP Kraków:  Paparazzi – Piotr Bernaś
  - Prix UIP Berlin:  Återfödelsen – Hugo Lilja
  - Prix UIP Wenecja:  Hypercrisis – Josef Dabernig
  - Prix UIP Valladolid:  Małe dzieci, wielkie słowa – Lisa James-Larsson
  - Prix UIP Angers:  Jessi – Mariejosephin Schneider
  - Prix UIP Tampere: / Rzeka – Anca Miruna Lăzărescu
  - Prix UIP Vila do Conde:  Dimanches – Valéry Rosier
  - Prix UIP Sarajewo:  Precz – Roee Rosen
  - Prix UIP Cork:  Incydent w banku – Ruben Östlund
  - Prix UIP Ghent:  Berik – Daniel Joseph Borgman
  - Prix UIP Locarno:  Opowieści z chłodni – Grzegorz Jaroszuk
  - Prix UIP Rotterdam: / I Lupi – Alberto de Michele

### Europejskie Odkrycie Roku
- / Adem – Hans Van Nuffel[8]
  -  Oddech – Karl Markovics
  -  Michael – Markus Schleinzer
  -  Nie ma tego złego – Mikkel Munch-Fals
  -  Tilva Roš – Nikola Ležaić

### Nagroda Publiczności (People’s Choice Award)
- Jak zostać królem, reż. Tom Hooper
  -  Niewinne kłamstewka, reż. Guillaume Canet
  -  Nawet deszcz, reż. Icíar Bollaín
  -  Żona doskonała, reż. François Ozon
  -  Tożsamość, reż. Jaume Collet-Serra
  -  Safari 3D, reż. Reinhard Klooss
  -  W lepszym świecie, reż. Susanne Bier
  -  Witaj na południu, reż. Luca Miniero

### Europejska Nagroda Filmowa za Całokształt Twórczości
- Stephen Frears[9]

### Nagroda za Osiągnięcia w Światowej Kinematografii – Prix Screen International
- Mads Mikkelsen[10]

### Nagroda dla koproducentów – Prix EUROIMAGE
- Mariela Besuievsky (Tornasol Films, Hiszpania)[11]